# Vila do IAPI

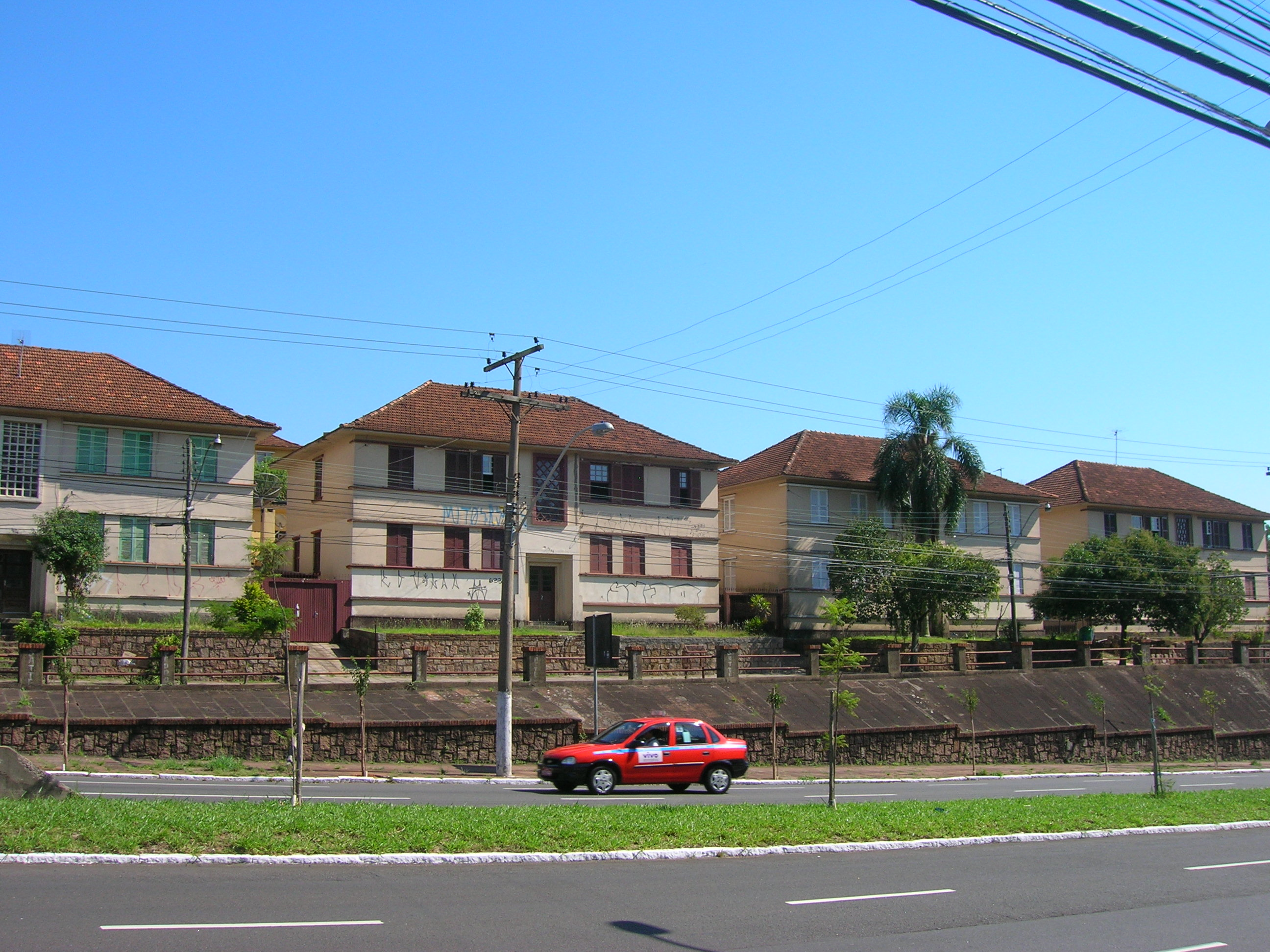
Alguns prédios da Vila do IAPI, vistos a partir da Avenida Plínio Brasil Milano.

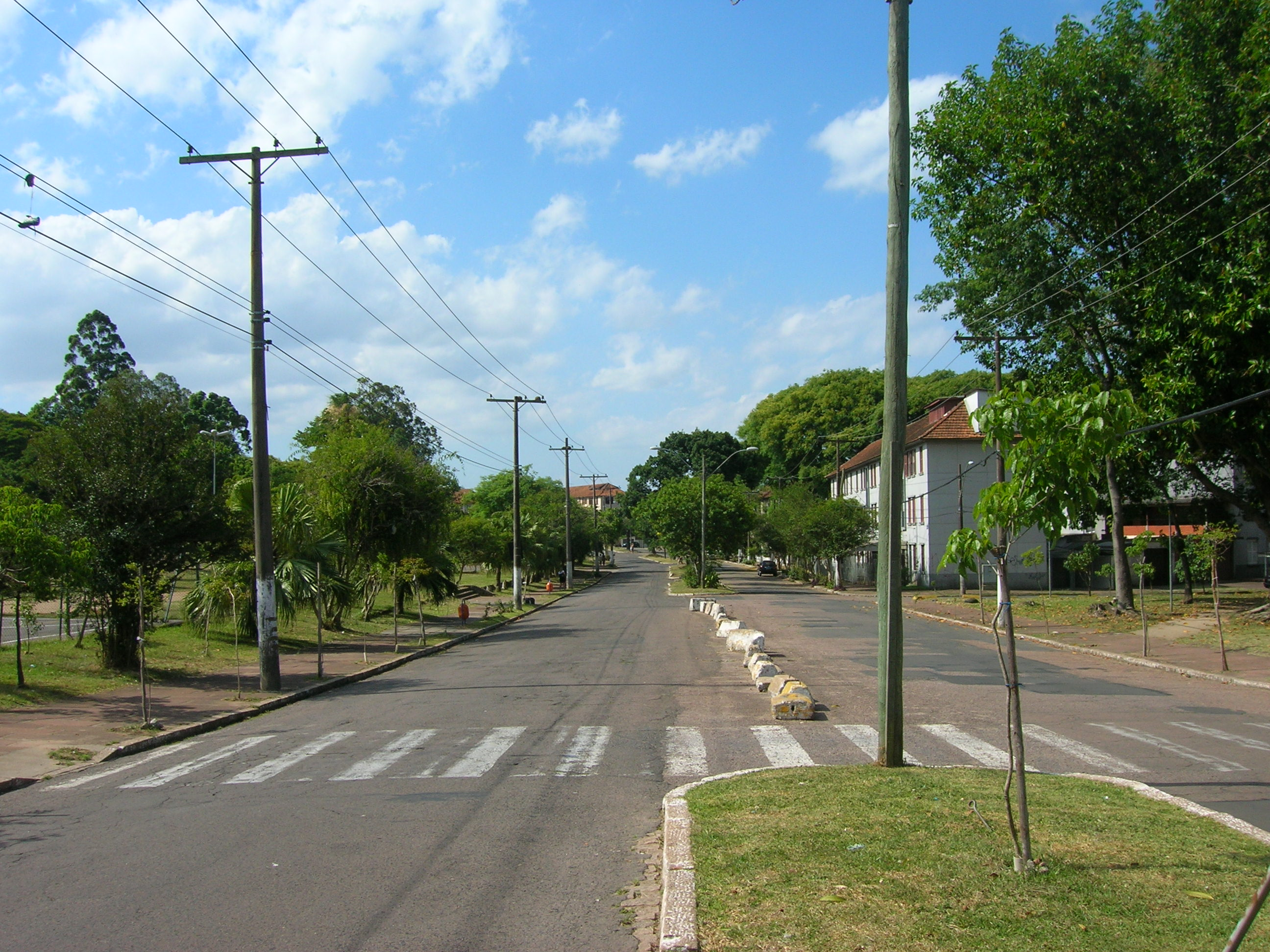
A Avenida dos Industriários, em trecho próximo ao Parque Alim Pedro.

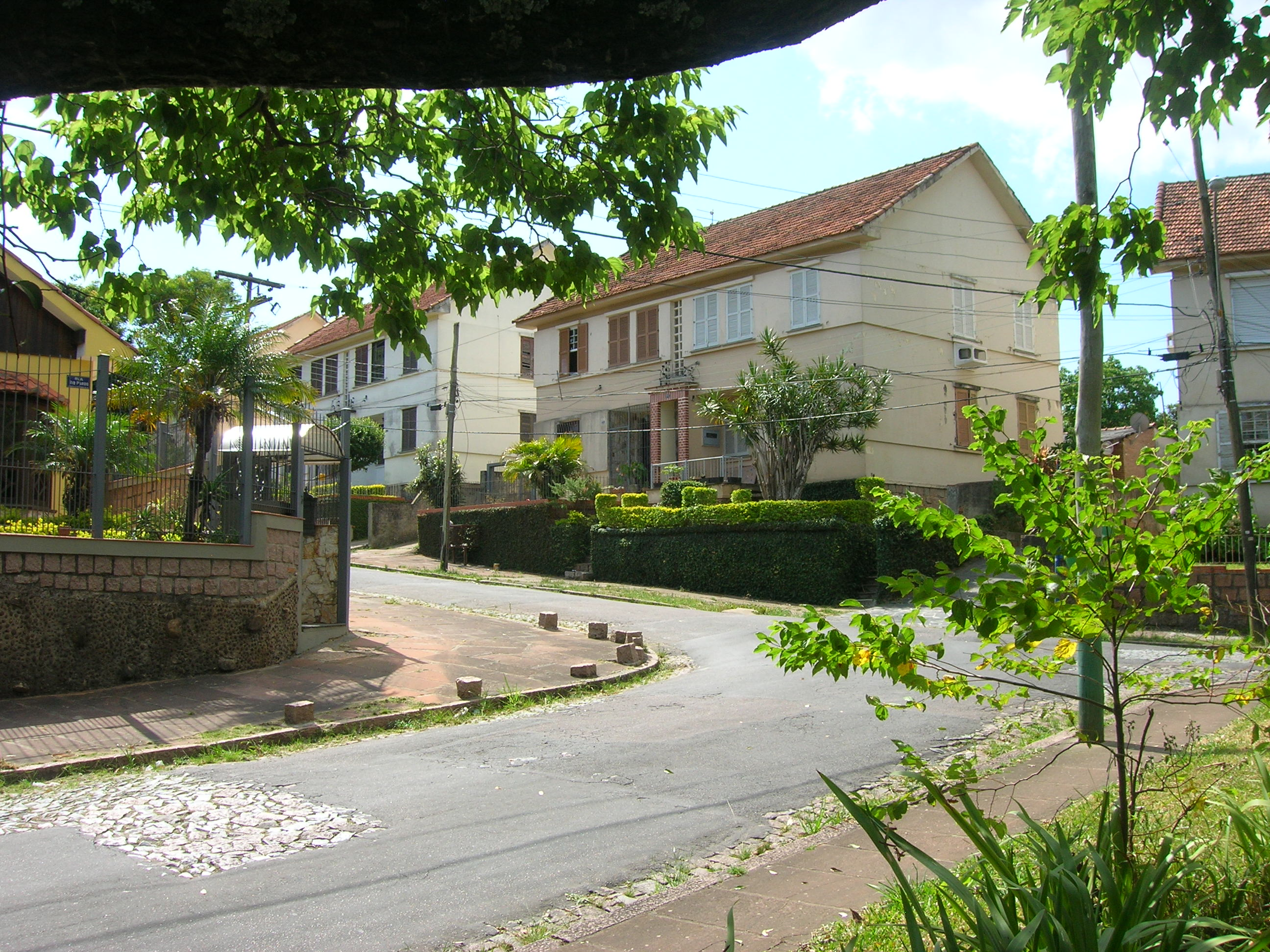
Confluência das ruas Novo Hamburgo e Rio Pardo, vista do Largo Elis Regina.

A Vila do IAPI, ou Conjunto Residencial Passo d'Areia, é uma área urbana planejada, predominantemente residencial, da cidade brasileira de Porto Alegre, capital do estado do Rio Grande do Sul.
A Vila do IAPI está inserida dentro do bairro Passo d'Areia, criado pela Lei Municipal n.° 2022 de 7 de dezembro de 1959. Apesar disso, é tratada como área de interesse cultural para a cidade de Porto Alegre, por seu valor arquitetônico e histórico.

## História
O Conjunto Habitacional Passo d'Areia, também conhecido como Vila dos Industriários, foi informalmente chamado de IAPI, em alusão ao antigo Instituto de Aposentadorias e Pensões dos Industriários, que financiou projetos de habitação popular em grandes cidades do Brasil. O projeto foi idealizado e sua construção acompanhada pelo engenheiro Edmundo Gardolinski. A Vila pode ser considerada o condomínio mais antigo do continente.
Gardolinski inspirou-se na ideia de Cidade-jardim de Ebenezer Howard,  que além da criação de moradias, previa a criação de jardins, edifícios públicos e culturais, escolas, serviços e oportunidades de emprego, proporcionando aos operários uma melhor qualidade de vida e maior independência do centro da cidade.
A Vila foi construída entre 1942 e 1954, durante os governos de Getúlio Vargas e a gestão do prefeito Ildo Meneghetti para abrigar trabalhadores da indústria. A área consiste em um conglomerado de prédios e de casas de arquitetura peculiar e semelhante.  A Vila do IAPI  previa então 2.500 moradias, 31 lojas comerciais, um largo para mercado público, onze praças e jardins, escola, postos de distribuição de leite, dentre outros serviços. Foi inaugurada no ano de 1953, pelo então presidente da República, Getúlio Vargas.
Foi na vila que surgiu a escola de samba União da Vila do IAPI, que era um pequeno bloco que desfilava nas ruas do IAPI composto pelos seus fundadores e pela comunidade.
Em frente ao apartamento em que morou a cantora, situa-se o Largo Elis Regina, inaugurado em 2002, vinte anos após a sua morte.

## Limites
A Vila do IAPI está localizada dentro do bairro Passo da Areia. Seus limites são as avenidas Marechal José Inácio da Silva, Plínio Brasil Milano, Brasiliano Índio de Moraes e Assis Brasil, até encontrar novamente a Avenida Marechal José Inácio da Silva.

## Pontos de referência
Áreas verdes
- Parque Alim Pedro
- Praça Chopin
- Praça dos Gusmões
- Praça Antônio Gildo Irigaray
- Largo Elis Regina
- Largo Obirici

Educação
- Colégio Estadual Dom João Becker
- Escola Estadual de Ensino Fundamental Gonçalves Dias
- Escola Estadual de Ensino Fundamental Padre Theodoro Amstad
- Escola Técnica Cristo Redentor
- Escola Cenáculo

Saúde
- Postão IAPI

Segurança
- 9ª Delegacia de Polícia Distrital

Outros
- Cemitério Municipal São João
- Biblioteca Pública Romano Reif
- Esporte Clube São José
- Pista de Skate do IAPI
- Viaduto Obirici
- Associação dos Moradores da Vila dos Industriários (AMOVI)